# Industridoktorand
En industridoktorand är en forskarstuderande vid ett universitet eller högskola som är anställd av och bedriver huvuddelen av sin forskning på ett industriföretag. Förutom anställningen läser doktoranden kurser på forskarnivå på sin högskola eller universitet som även handleder forskningen. Efter disputationen är det vanligt att man fortsätter att arbeta på företaget som forskare.